# Nancy Sullivan
Nancy Sullivan (ur. 17 października 1969 w Utah) – amerykańska aktorka telewizyjna, prezenterka i scenarzystka.
Znana z roli Audrey Parker-Nichols z serialu Drake i Josh.

## Filmografia
Filmy
- 2008: Wesołych świąt – Drake i Josh – Audrey Parker-Nichols
- 2007: Drake i Josh: Naprawdę duża krewetka – Audrey Parker-Nichols
- 2006: Drake i Josh jadą do Hollywood – Audrey Parker-Nichols
- 1999: Głębia oceanu – reporterka
- 1997: Braterska miłość – Sherry
- 1995: Guns and Lipstick – Pracownica obsługi klientów
- 1993: Punkt zapalny – Urzędniczka
- 1984: Single Bars, Single Women – Siostra

Seriale
- 2006–2008: Wiewiórek – Pani Johnson
- 2004–2008: Drake i Josh – Audrey Parker-Nichols
- 1999–2002: Szał na Amandę – Regularna uczestniczka